# Martin Weinek
Martin Weinek (født 30. juni 1964) er en østrigsk skuespiller, vinavler, iværksætter og underholder, som nok bedst er kendt for sin rolle i tv-serien Kommissær Rex (som Kommissær Fritz Kunz). Han avler også vin i Østrig.
Weinek studerede drama fra 1983 til 1986 hos professor Peter P. Jost. Fra 1986 var han del af Group 80 hos teatrene i Wien og havde små roller i film som After-season, hvor han spillede elevatordreng. I 1987 spillede han på Recklinghausen festivaler instrueret af Georg Mittendrein af The Lechner Edi looks into Paradise og som gadefejer i Müllomania instrueret af Dieter Berner. Med mellemrum har Weinak indspillet både film og tv, som for eksempel i Calafati Joe.    
Ved siden af sin skuespillerkarriere avler han også vin sammen med sin kone Eva, der arbejdede som dramatiker efter først at have studeret drama. Sammen har de dyrkning af vin som hobby, hvilket de begyndte med i 1993, og de ejer 3 hektar vinmark nær Heiligenbrunn.

## Filmografi
- 1989: Calafati Joe (tv-serie)
- 1999-2004, 2008- : Kommissær Rex (tv-serie)
- 2004: Silentium
- 2005: Grenzverkehr
- 2006: Unter weißen Segeln (Episode Träume am Horizont)
- 2007: Die Rosenheim-Cops (Episode Liebe bis zum Ende)